# الفتا
الفتا (به سوئدی: Alfta) یک سکونتگاه مسکونی در سوئد است که در Ovanåker Municipality واقع شده‌است.

## خصوصیات
الفتا ۳٫۴۳ کیلومترمربع مساحت و ۲٬۱۵۵ نفر جمعیت دارد.